# كلية الحقوق (جامعة الملك فيصل)
كلية الحقوق بجامعة الملك فيصل هي إحدى الكليات التي تهتم بإعداد الحقوقيين والقانونيين في جامعة الملك فيصل في محافظة الأحساء في المنطقة الشرقية في المملكة العربية السعودية.

## التاريخ
تأسست كلية الحقوق في جامعة الملك فيصل في مدينة الهفوف بالأحساء في عام 1432 هـ.
علمًا بأن قسم القانون كان يتم تدريسه سابقًا ضمن تخصصات كلية إدارة الأعمال قبل إنشاء كلية الحقوق.

## الأقسام العلمية
تشمل كلية الحقوق 3 أقسام رئيسية قسم القانون العام، وقسم القانون الخاص، وقسم الفقه.

### قسم القانون العام
يهتم قسم القانون العام بعلاقة الفرد بالدولة من الناحية الدستورية أو الجنائية أو الإدارية أو المالية، ويقوم القسم بعمل تدريبات وزيارات إلي النيابة العامة، والمحاكم الجزئية، وديوان المظالم.

### قسم الفقه
يهتم قسم الفقة بدراسة علم الفقه، حيث يدرس في القسم أصول الفقه، وقواعده، وفائدة الفقه في قضايا الأحوال المدنية والمواريث.